# GAZ-51

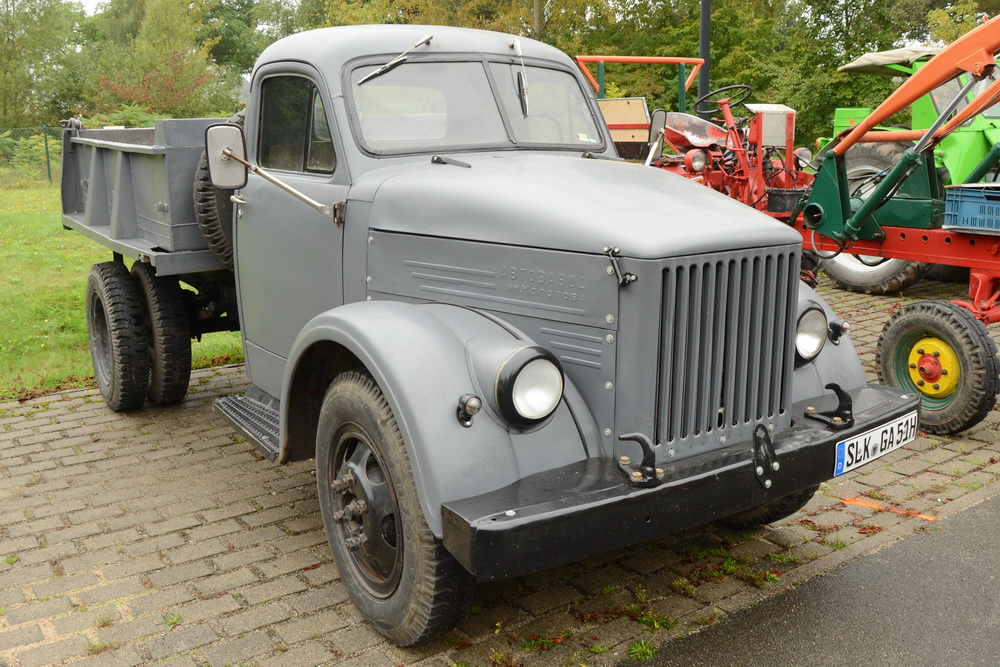
Sklápěč na podvozku GAZ-51

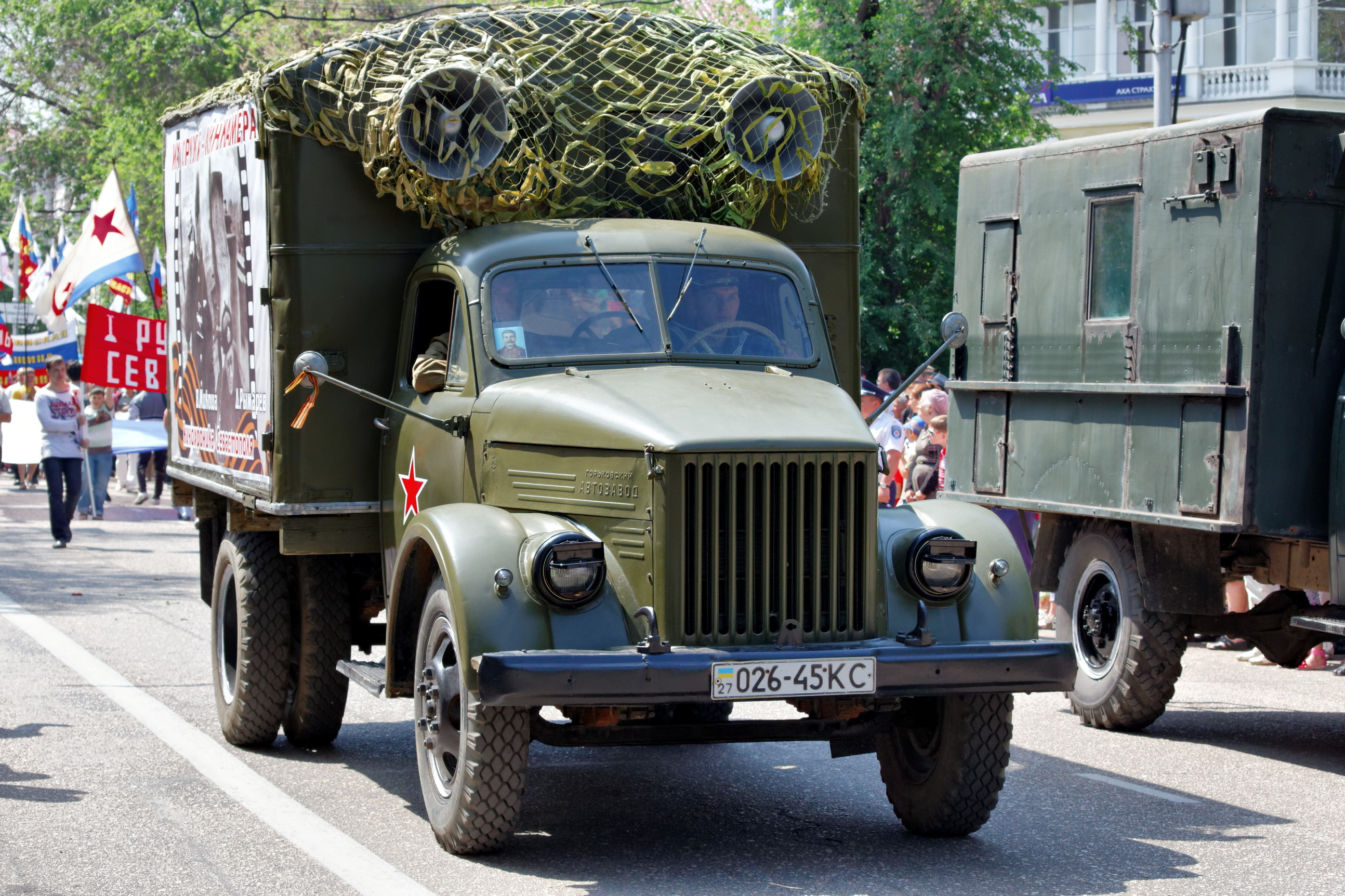
GAZ-51 vojenská skříňová nástavba

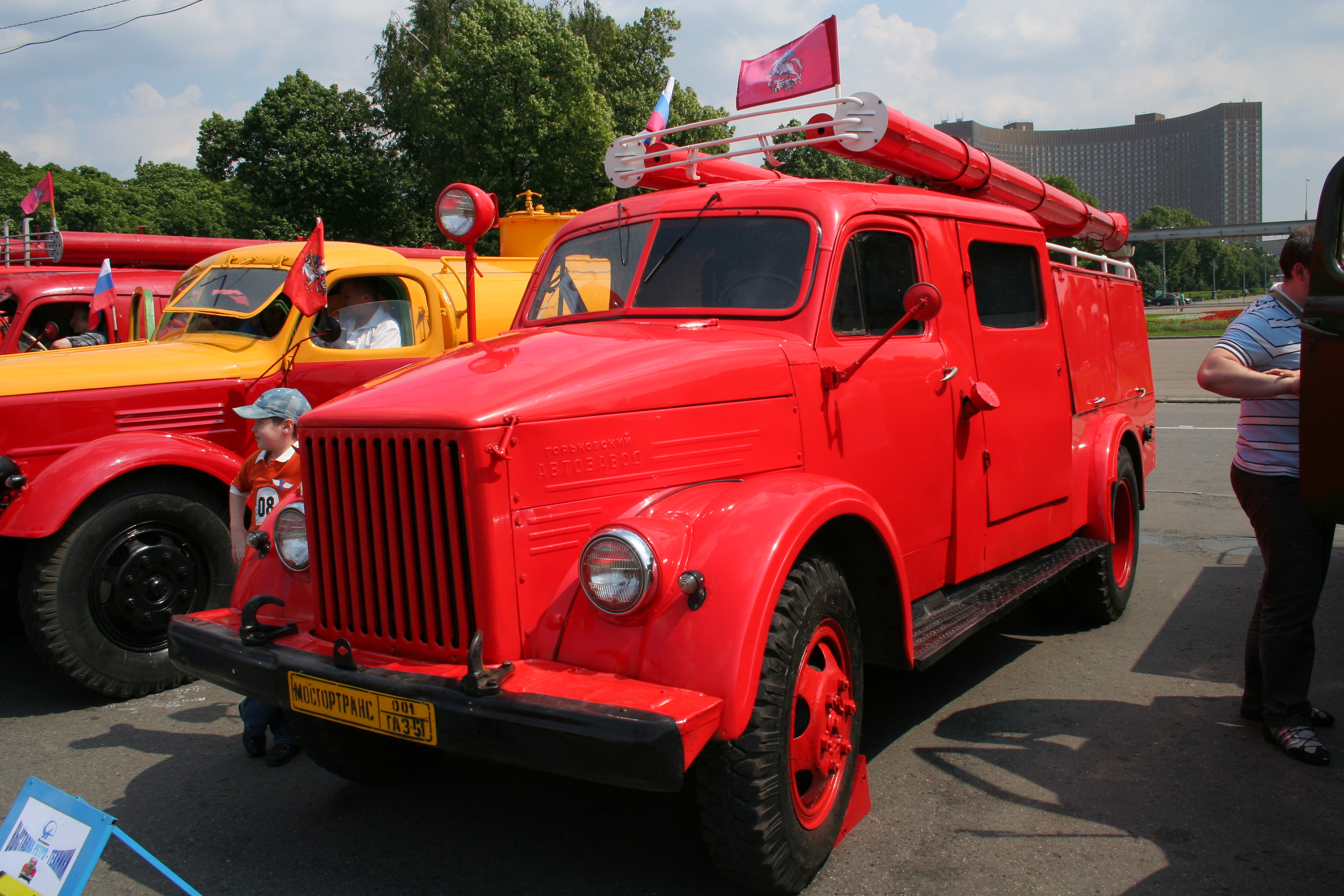
Hasičský automobil na podvozku GAZ-51

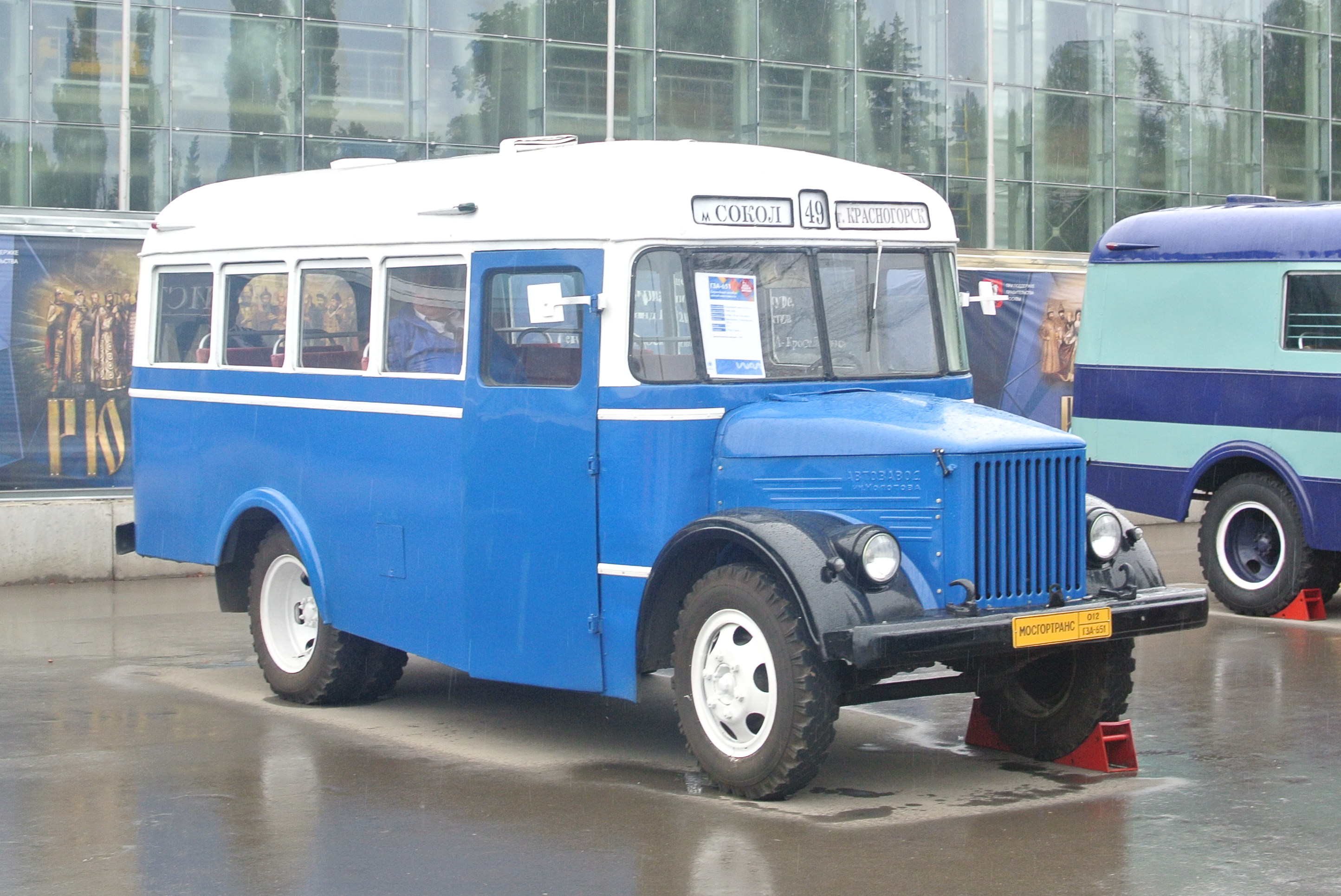
Autobus GZA-651

GAZ-51 byl sovětský nákladní automobil o nosnosti 2,5 tuny, jeden z nejrozšířenějších nákladních automobilů v SSSR v padesátých až sedmdesátých letech 20. století.
První prototypy s označením GAZ-51 byly vyrobeny ještě před druhou světovou válkou. Sériovou výrobu se podařilo zahájit v roce 1946. Od roku 1955 byl vyráběn modernizovaný GAZ-51A, jeho výroba trvala do roku 1975. Celkem bylo vyrobeno 3 480 000 kusů všech modifikací.
Podle sovětské dokumentace vyráběli GAZ-51 v Polsku v továrně FSC Lublin (jako Lublin-51), v Severní Koreji, v Tokčchonu jako Sungri-58 (Vítězství-58) a v Číně v Nankinu v mírně změněné podobě jako Yuejin NJ130.

## Historie vzniku
Konstrukční práce na základním modelu GAZ-51 začaly v únoru 1937. Zadání pro konstruktéry bylo zformulováno jednoznačně: jednoduchý a spolehlivý univerzální nákladní automobil, sestavený z nejlepších dostupných komponent a agregátů.
V červnu 1938 začala výroba komponent, v lednu 1939 montáž a už v květnu stejného roku byly první kusy předány do zkušebního provozu. Zkoušky skončily v červenci 1940. V létě 1940 byl prototyp už s novou kabinou vystavován na Všesvazové zemědělské výstavě v Moskvě jako příklad nejlepších výrobků sovětského strojírenství.
Úspěšně dokončené zkoušky dovolily výrobci začít v roce 1941 přípravu sériové výroby. To ale překazil vstup SSSR do druhé světové války. Mnoho agregátů připravených pro GAZ-51 (motor, spojka, převodovka, kardanové klouby na jehlových ložiskách) bylo využito v jiných vozidlech. 
Práce na konstrukci perspektivních automobilů byly obnoveny v roce 1943. Rychlý rozvoj techniky během válečných let přinesl změny i do konstrukce GAZ-51. Změny byly natolik rozsáhlé, že z původní konstrukce zůstal prakticky jen název. Zkušenosti s šestiválcovými motory ve vojenské technice umožnily významně zdokonalit jeho konstrukci. Byly použity osvědčené hydraulické brzdy a přepracována kabina. Byly také využity pneumatiky většího rozměru, nosnost se zvýšila na 2,5 tuny, podíl komponent unifikovaných s plněpohonnou verzí GAZ-63 dosáhl 80 %. 
V květnu a září 1944 byly vyrobeny dva nové prototypy, lišící se tvarem kapoty. V červnu 1945 vznikly ještě další dva prototypy, do kterých byly zapracovány všechny změny, šlo už o předsériové vozy.

## Sériová výroba
Zavedení výroby bylo rychlé. Ještě do konce roku 1945 byla vyrobena ověřovací série dvaceti vozů a během roku 1946 už 3136 sériových vozů.
Vůz se podařilo zkonstruovat robustní a přiměřeně jednoduchý. Vlastně poprvé v SSSR měly všechny agregáty vozu srovnatelnou životnost, žádný nebyl znatelně poruchovější.
GAZ-51 dobře přijali jeho uživatelé díky vyšší rychlosti (až 70 km/hod), spolehlivosti, hospodárnému provozu, příjemnému ovládání. Řidičům se líbilo měkké odpružení s účinnými tlumiči, což dovolovalo vyšší průměrné rychlosti než u starého GAZ-AA. Svými výkony předčil GAZ-51 dokonce oblíbenou třítunu ZIS-5. Spotřeba paliva na tunokilometr byla o 28 až 36 % menší, než u bezprostředního předchůdce GAZ-MM. Právě proto byl automobil velmi vhodný pro zemědělství, kam mířila většina vyrobených kusů. 
Od konce čtyřicátých let byla montáž dodatečně zavedena v Irkutsku, (1950–1952) a Oděse (1948–1975). Během krátké doby se stal GAZ-51 stal jedním z nejrozšířenějších nákladních automobilů v SSSR. Vrcholu produkce dosáhl GAZ-51 v roce 1958, bylo to 173 tisíc kusů. Vůz vydržel ve výrobě 29 let. Poslední kus vyjel z montážní linky 2. dubna 1975 a putoval rovnou do závodního muzea. Celkový počet vyrobených vozů dosáhl 3 481 033 kusů.
Výroba v Polsku probíhala mezi lety 1951 až 1959, vzniklo tam celkem 17 479 kusů.

## Charakteristika konstrukce
Na voze se uplatnila tradiční a osvědčená koncepce s motorem a kabinou vysunutými co nejvíce vpřed. To umožnilo i při krátkém rozvoru dostatečně dlouhou korbu. Motor navazoval na zkušenosti s jednotkou GAZ-11, která byla odvozena od motoru firmy Dodge (respektive agregátu Chrysler). Licenci na tento motor si výrobce opatřil ještě v roce 1937. Přestože motor měl základ v konstrukci, která se vyráběla od roku 1928, ještě ve čtyřicátých letech byl na dostatečné technické úrovni. Ostatně různé modifikace tohoto motoru používala i firma Chrysler až do počátku šedesátých let. Byl to velký pokrok ve srovnání s dosud vyráběnými motory, odvozenými od archaického Fordu A.
Mnoho technických řešení, poprvé použitých právě u GAZ-51, bylo použito i u dalších sovětských automobilů té doby. Například motor s litinovými vložkami válců, chromované pístní kroužky, žaluzie na chladiči, možnost ohřevu studeného motoru benzínovou lampou nebo chladič oleje. To všechno značně prodloužilo životnost motoru. Také další konstrukční řešení, poprvé použitá u GAZ-51 byla využívána i u dalších typů. Byly to například: hliníková hlava válců, regulovatelný předehřev palivové směsi, dvojitá filtrace oleje nebo snímatelné brzdové bubny. Tato řešení byla využita při modernizaci vozů ZIS-5 a ZIS-150. Zadní náprava GAZ-51 byla prakticky beze změny použita u vozu ZIS-151.
Automobil GAZ-51 byl po dobu výroby průběžně modernizován. Byla vylepšena palivová soustava, původní dřevěná kabina byla v roce 1950 nahrazena kombinovanou a později celokovovou. Celková hmotnost vozu se zmenšovala, v roce 1962 na 2 296 kg. Od roku 1955 byla montována zvětšená korba se sklopnými bočnicemi a účinnější ruční brzda. U sedlového tahače GAZ-51P byl poprvé použit podtlakový posilovač brzd. 
Velice spolehlivým se ukázal také motor GAZ-51. S výkonem zvýšeným na 66 kW, se dvěma karburátory byl montován také do reprezentativních limuzín GAZ-12, autobusů, tahačů a mnoha vojenských vozidel.
Strohé tvarování přední části vozu (kapota, blatníky se světlomety, nárazník) ve stylu amerických vozů GMC a Studebaker (které se do SSSR dostávaly v rámci Zákona o půjčce a pronájmu v letech druhé světové války) se stalo pro vozy GAZ na určitou dobu tradičním. Tímto vzhledem se inspirovali i konstruktéři dalších nákladních automobilů: KAZ-150 z Kutaisi a uralského UralZIS-355M. Po roce 1960 ale výrobce opustil toto stylistické řešení, i když náznaky je možné najít v tvarech vozidel z rodiny GAZ-3307.

## Export
Koncem čtyřicátých let začal masový vývoz typu GAZ-51U, který výrobce považoval za jeden z nejlepších vozů své kategorie. Zvláště mnoho vozů v provedení GAZ-51U a GAZ-51JU (tropické provedení) se dostalo v padesátých a šedesátých letech do rozvojových zemí Asie a Afriky. Existovala i výkonnější exportní verze GAZ-51V o nosnosti tři tuny. Byla úspěšně exportována do Maďarska, NDR a Finska. Mimo to existovaly i licenční verze.

## Sériová provedení a modifikace
- GAZ-63 – plněpohonný dvounápravový (4×4) vůz o nosnosti dvě tuny s jednoduchou montáží kol na zadní nápravě. (1948 – 1968)
- GAZ-93 – sklápěč pro stavebnictví o nosnosti 2,25 tuny na zkráceném šasi, montáž v Oděsském automontážním závodě (1948 – 1955)
- GAZ-51U – exportní modifikace pro země s mírným klimatem (1949 – 1955)
- GAZ-51A – modernizace základního provedení, lišil se hlavně rozměrnější korbou (1955 – 1975)
- GAZ-51AU – exportní modifikace pro země s mírným klimatem (1955 – 1975)
- GAZ-51JU – exportní modifikace pro tropické podnebí (1956 – 1975)
- GAZ-51R – kombinované nákladní a osobní taxi, v bočnicích integrovány sklopné lavice, v zadním čele dveře a schůdky (1956 – 1975)
- GAZ-51T – nákladní taxi (1956 – 1975)
- GAZ-51P – sedlový tahač (1956 – 1975)
- GAZ-51D – zkrácené šasi pro sklápěče GAZ-93A, GAZ-93B a SAZ-2500 vyráběné v Saranském sklápěčovém závodě (1958 – 1975)
- GAZ-93A – stavební sklápěč na zkráceném šasi GAZ-51A, výroba v Oděsském automontážním závodě 1955 – 1958 a dále v Saranském sklápěčovém závodě 1958 – 1975
- GZA-651, PAZ-651, PAZ-651A, KAvZ-651A – malý autobus s kapotovou karosérií zhotovenou ze dřeva a kovu pro 19 sedících cestujících; výroba v Gorkovském autobusovém závodě 1949, v Pavlovském autobusovém závodě 1950 – 1958, v Kurganském autobusovém závodě 1958 – 1973; varianty PAZ-651A a KAvZ-651A měly už celokovovou karosérii.

Specializované nástavby, především skříňové, cisternové, požární vyráběla na podvozku GAZ-51 řada malých podniků v celém SSSR.